# Линар, Юбер
Юбе́р Лина́р (фр. Hubert Linard; род. 26 февраля 1953, Клере) — французский шоссейный велогонщик, выступавший на профессиональном уровне в период 1977—1986 годов. Победитель таких гонок как «Париж — Труа», «Париж — Камамбер» (дважды), «Бордо — Париж», бронзовый призёр чемпионата Франции, шестикратный участник супервеломногодневки «Тур де Франс». На протяжении большей части карьеры представлял французскую команду Peugeot.

## Биография
Юбер Линар родился 26 февраля 1953 года в коммуне Клере департамента Об, Франция.
Впервые заявил о себе в шоссейном велоспорте в 1967 году, став чемпионом Франции среди юниоров. Год спустя выиграл французское национальное первенство среди кадетов.
Начиная с 1974 года регулярно принимал участие в различных любительских гонках в составе команды CSM Puteaux. В том числе побеждал на отдельных этапах «Рут де Франс», «Рубан Грантье Бретон», «Тура Болгарии». В 1976 году одержал победу в однодневной гонке «Париж — Труа», закрыл десятку сильнейших в генеральной классификации многодневки «Тур де л’Авенир».
В 1977 году подписал контракт с французской профессиональной командой Peugeot-Esso-Michelin и отметился победой в гонке «Париж — Камамбер».
В 1979 году вновь боролся за победу на «Париж — Камамбер», но на сей раз стал вторым, уступив на финише соотечественнику Раймону Мартену.
В 1980 году финишировал вторым в гонке «Четыре дня Дюнкерка», проиграв в генеральной классификации только бельгийцу Жан-Люку Ванденбруку. Был четвёртым на Grand Prix du Midi libre и пятым на «Бордо — Париж». В этом сезоне дебютировал в супервеломногодневке «Тур де Франс», в общей сложности стартовал здесь в течение шести сезонов подряд, являлся помощником таких звёздных гонщиков как Хенни Кёйпер, Жан-Рене Бернадо, Жильбер Дюкло-Лассаль.
В 1981 году получил бронзу на шоссейном чемпионате Франции и на «Кюрне — Брюссель — Кюрне».
В 1982 году отметился победой на третьем этапе «Тура Лимузена», был девятым на Grand Prix du Midi libre.
Хотя за всю карьеру Линар так и не смог выиграть ни одного этапа «Тур де Франс», в 1983 году он максимально приблизился к этому, заняв на тринадцатом этапе второе место — здесь пропустил вперёд только голландца Хенка Люббердинга.
Достаточно успешным для него оказался сезон 1984 года, когда он вновь выиграл «Париж — Камамбер» и стал первым на «Бордо — Париж».
Последний раз выступал в статусе профессионального гонщика в сезоне 1986 года, в это время он уже покинул Peugeot и представлял менее именитую команду Miko-Carlos.